# Amblyopone gracilis
Amblyopone gracilis é uma espécie de formiga do gênero Amblyopone.